# Rod Humble
Rodvik Humble (Loughborough,  1 de junho de 1964), mais conhecido como Rod Humble, é o gerente-geral do estúdio da Paradox Interactive, em Berkeley, Califórnia, o Paradox Tectonic. Humble também é conhecido por ser ex-CEO da Linden Lab, empresa responsável pelo Second Life, ex-diretor de criação da ToyTalk e ex-vice-presidente executivo da Electronic Arts.

## Biografia
Humble nasceu em 1 de junho de 1964, na cidade de Loughborough, Reino Unido. É filho de pai irlandês e mãe inglesa. Se mudou para os Estados Unidos quando tinha cerca de 27 anos.
Humble tem contribuído para o desenvolvimento de jogos desde 1990 e é mais conhecido por seu trabalho nos títulos da Electronic Arts, The Sims 2 e The Sims 3. Na década de 90, ele trabalhou na Sony Online, onde atuou no EverQuest, e na Virgin Interactive, através do SubSpace.[carece de fontes?]
Em seu tempo livre, ele desenvolve jogos experimentais, incluindo The Marriage, Stars Over Half Moon Bay e Last Thoughts of the Aurochs. Seu trabalho com jogos experimentais chegou a ser exibido, em 2016, no SFMOMA.
Em 7 de outubro de 2008, um comunicado à imprensa informou que a Electronic Arts havia promovido Humble a vice-presidente executivo e chefe responsável de The Sims. Nessa função, Humble foi responsável por The Sims, e pelo desenvolvimento e comércio de jogos de simulação de vida e comunidades online com ênfase em criatividade, comunidade e humor.
No pacote de expansão do The Sims 2, The Sims 2: Tempo Livre, há um personagem baseado em Humble. Toda vez que uma família se mudar para uma casa, Humble irá entregar um presente os mesmos; o presente em questão é um computador, e uma cópia do The Sims 3 que os novos moradores poderão jogar no referido computador, ou em qualquer outro computador ou vídeo game no lote. Esse é um easter egg duplo, primeiro por fazer referência a uma das pessoas na equipe de desenvolvimento do jogo e, segundo, por trazer uma cópia do The Sims 3, que servia como uma propaganda do próximo título da franquia.
Em 23 de dezembro de 2010, Linden Lab anunciou que, a partir de partir de janeiro de 2011, Humble se tornaria o novo CEO da empresa. Em 24 de janeiro de 2014, Humble anunciou em sua conta do Facebook que deixaria a Linden Lab para buscar a fundação de uma nova empresa dizendo "farei arte, entretenimento e coisas incomuns!". Em 29 de janeiro de 2015, Humble anunciou seu projeto solo: Cults & Daggers, jogo de estratégia desenvolvido através de sua própria, a Chaphat.
Em março de 2019, Humble tornou-se gerente-geral do estúdio da Paradox Interactive em Berkeley, Califórnia, o Paradox Tectonic.